# ハゲタカウォーズ!!
『ハゲタカウォーズ!!』は、テレビ東京系で不定期に特番として放送されているクイズバラエティ番組である。「横取り」をテーマにしており、心理戦で解答権を奪い合ったり、決勝で相手の賞金を奪ったりする点が主な見所。好評であった為、数回特番として放送されていた。（過去に2006年1月3日深夜23:30 - 0:55と同年3月27日22:00 - 23:24、7月6日19:30 - 20:54に放映）

## 出演者

### 司会
- 加藤浩次（極楽とんぼ）

### アシスタント
- 大橋未歩（テレビ東京アナウンサー）

### モニタリング実況
- 松丸友紀（テレビ東京アナウンサー）

### 解答者
- 山本圭壱（極楽とんぼ）　2006年7月6日放送分まで、Aブロック1枠として毎回出場
- 藤崎奈々子
- スピードワゴン（小沢一敬・井戸田潤）
- 磯山さやか　第1回特番からの皆勤
- 石原良純
- 安めぐみ
- ふかわりょう
- 松居一代
- 安田大サーカス（クロちゃん・団長・HIRO）
- 徳光和夫
- 江守徹
- 勝俣州和
- 山口智充（DonDokoDon）
- キングコング（西野亮廣・梶原雄太）
- ペナルティ（ワッキー・ヒデ）
- 宮崎美子
- 西川史子
- 北斗晶
- KABA.ちゃん

など
主な席順
第1回～第2回
Aブロック
| 1枠 山本圭壱 | 2枠 ゲスト | 3枠 ゲスト | 4枠 ゲスト | 5枠 ゲスト |
Bブロック
すべての席がゲスト
第3回
Aブロック
| 1枠 山本圭壱 | 2枠 ゲスト | 3枠 ゲスト | 4枠 ゲスト | 5枠 ゲスト | 6枠 ゲスト |
Bブロック
すべての席がゲスト

## ルール
- 10名（2006年7月6日放送は12名）がAブロックとBブロックに分かれ、各5人で対戦（2006年7月6日放送は各6人）
- 問題の最初に、抽選で親を決定。
- 親は用意された8問（2006年3月27日放送は9問）の中から1問を選択。問題は全て、正解が10個以上あるクイズとなっている。
  - 各問題には、問題を選ぶ際のヒントとして、問題内容に関するキーワードと「10/○○（正解の個数）」が予め公開されている
- まず親以外の4人（5人）は、親が答えそうな正解を1人1個フリップに書く。書いた答えが、誰かと答えが被っていた（「ハゲ被り」という）場合は、その解答を晒した上で、問題の挑戦権を失う。勿論、書いた答えが不正解である場合も問題の挑戦権を失うが、その解答は晒されない。
- そして、親が1個ずつ答えを言っていく。途中で相手のフリップに書かれた答えを言った場合、言われた人は「ハゲタカ」と宣言して、解答権を横取り、その人が続きから答えを1個ずつ言っていく。
- 「ハゲタカ」で解答権を奪った人が不正解の答えを言った場合は、再び親に解答権が戻る。
- こうして、トータルで10個目の正解を言った人がその問題の勝者となり、10万ポイントを獲得
  - 親が誰からも解答権を奪われない、つまり「ハゲタカ」されずに10個正解を言い切った場合は30万ポイント獲得
- なお、親が間違えた場合、それまでに出た正解の数×1万ポイントがキャリーオーバーとなり、次の問題の勝者が獲得するポイントに上積みされる。
- 4問（2006年7月6日放送は5問）行って、ポイントを最も多く獲得した1名がファイナルハゲタカ（決勝）進出（同ポイントの場合は、「ハゲタカ」をより多く行った方が決勝進出となる）

## ファイナルハゲタカ（決勝）
1月3日放送分
- アンケートのベスト10を答える問題を1問出題
- 両ブロックの決勝進出者が1個ずつ答えを言っていき、答えた項目の順位に対応した部分のピースが剥がされる
- 不正解の場合は、その時点で残っているピースのうち最上位のピースが自動的に剥がされる
- ピースが剥がされていない部分を推測して、誰の顔写真か先に当てた方が優勝、優勝賞金（2人のポイントの合計×1円）を獲得

3月27日以降放送分
- アンケートのベスト10を答える問題を1問出題
- 両ブロックの決勝進出者が各々1個答えを書いた後、敗者（「ガヤ」と呼ばれていた）8名（10名）が1個ずつ答えを言っていく
- 先に自分の書いた答えを敗者に言われた方が優勝、優勝賞金（2人のポイントの合計×1円）を獲得
- 敗者8名が両者が書いていない残り8個の正解を全て言った場合、もしくは決勝進出者2人の答えが両方ともランク外だった場合、あるいは決勝進出者同志の答えがかぶった場合は、敗者8名の勝利。優勝賞金を山分けする。ただし、不正解の答えを言った敗者は退場、賞金山分けの権利も無い。（2006年7月6日の放送では敗者が10人のため、うち8人が正解を言えば敗者の勝利となった。もちろん不正解者は退場である。）

## エピソード
- 普通はハゲタカが2人出るのはルール上ありえないが、自分の回答を勘違いした為、2人同時に「ハゲタカ」と叫んだ事もあった。
- 井戸田と磯山は珍回答が多い。だが奇跡的に決勝進出する事もある。
- 2006年3月27日放送でアシスタントの大橋未歩アナウンサーが声が途中から出ずかすれ声となり、モニタリング実況の松丸友紀アナウンサーに急遽交代するハプニングがあった。
- 小沢は、「ハゲタカ」ではなく、「トラウマ」と言ったことがある。